# Sympycnus tenuifacies
Sympycnus tenuifacies är en tvåvingeart som först beskrevs av Vaillant 1973.  Sympycnus tenuifacies ingår i släktet Sympycnus och familjen styltflugor.
Artens utbredningsområde är Frankrike. Inga underarter finns listade i Catalogue of Life.